# Муньос, Рене
Рене Муньос (исп. Rene Muñoz; 19 февраля 1938, Гавана Куба — 11 мая 2000, Мехико Мексика) — кубинский, испанский и мексиканский актёр, писатель и сценарист.

## Биография
Рене Муньос родился 19 февраля 1938 года в Гаване. В раннем возрасте он вместе с семьёй переехал в Испанию, где начал писать короткие рассказы. Некоторые из них были опубликованы в газетах. Помимо карьеры писателя его привлекала и актёрская сфера. В качестве актёра Рене Муньос дебютировал в Испании в 1961 году. За свою жизнь он снялся в 25 фильмах. Из-под его пера вышли сценарии 12 сериалов, из которых 5 сериалов — оригинальный текст, остальные 7 — адаптированная телевизионная версия.

### Последние годы жизни
Последним написанным сценарием Рене Муньоса стал сериал «Грех любви», или «Смертный грех». Он не только написал сценарий, но и сыграл одну из ролей, будучи уже тяжело больным. 
Скончался Рене Муньос 11 мая 2000 года от рака, с осложнением на почки и пищевод, в возрасте 62-х лет. Он так и не завершил работу над адаптацией сериала «Грех любви», или «Смертный грех». Работу над сериалом завершил продюсер Сальвадор Мехия Алехандре и назвал его «Обними меня крепче».

## Фильмография

### В качестве актёра

#### СериалыTelevisa
- 1973 — Помощницы Бога — доктор Сезар Грахалес
- 1977 — Дикое сердце — Эстебан
- 1977 — Месть — Мохаммед
- 1979 — Небо для всех — Сан Мартин де Поррес
- 1985 — Пожить немножко
- 1987-88 — Дикая Роза — Врач станции скорой помощи
- 1988 — Гора страдания — Падре Сито
- 1989 — Мятежный рубин — Падре Мартин
- 1992 — Американские горки — Альваро Парра
- 1994 — Маримар — Падре Поррес
- 1995 — Мария из предместья — Веракрус
- 1998 — Узурпаторша — Луис Фелипе Бенитес «Мохаррас»
- 1999 — Росалинда — Флорентино Росас

#### Фильмы
- 1964 — Добро пожаловать, отец Мюррей — Падре Мюррей.
- 1978 — Пчёлы

### В качестве актёра и сценариста

#### ТелесериалыTelevisa
- 1987 — Пятнадцатилетняя (Подростки) — Тимотео «Тимо»
- 1987 — Как больно молчать (оригинальный текст) — Руфино
- 1990 — Когда приходит любовь (оригинальный текст) — Чучо
- 1990 — Моя маленькая Соледад — Гаэтано
- 1992 — Навстречу солнцу (оригинальный текст) — Кихано
- 1996 — Мне не жить без тебя — Падре Мурильо
- 2000-01 — Обними меня крепче (Грех любви, или Смертный грех) — Рехино

### В качестве сценариста и писателя
- 1980 — На восходе солнца (оригинальный текст)
- 1996-97 — Моя дорогая Мсабель
- 1997 — Мария Исабель[исп.]
- 1998-99 — Привилегия любить
- 2000-01 — Первая любовь (посмертная экранизация)
- 2007 — Под вожжами любви (посмертная экранизация)

## Награды и премии

### TVyNovelas
- 1988 — Лучший писатель — Пятнадцатилетняя — Победитель.
- 1993 — Лучшая адаптация — Навстречу солнцу — Победитель.
- 2001 — Лучшая адаптация — Обними меня крепче — Победитель (ПОСМЕРТНО).